# Aubenton
Aubenton es una comuna francesa situada en el departamento de Aisne, en la región de Alta Francia.

## Demografía
| 1102 | 1078 | 1002 | 969 | 826 | 713 | 660 |
| Para los censos de 1962 a 1999 la población legal corresponde a la población sin duplicidades (Fuente: INSEE [Consultar]) |      |      |     |     |     |     |